# Jody Linscott
Jody Linscott es una percusionista y baterista nacida en Estados Unidos que reside en Inglaterra y tiene una extensa discografía.

## Carrera profesional
Jody Linscott ha trabajado con un gran número de artistas: Dido (cantante), Elton John, The Who, Mike Oldfield, Emily Burridge, Billy Bragg, Eric Clapton, Phil Collins, Roger Daltrey, Ray Davies, John Entwistle, John Wesley Harding, Kokomo, Patti LaBelle, Nils Lofgren, John Mayar, Peter Milsen, Franklin Micare, Robert Palmer, Pet Shop Boys, Simon Phillips, David Sanborn, Carlos Santana, Swing out Sister, Christopher Cross y Pete Townshend.
En 1994 apareció en Una celebración: la música de Pete Townshed y the Who (A celebration: the music of Pete Townshed and The Who), y también en el Daltrey canta Townshed. Este fue un concierto de dos noches en el salón Carnegie producido por Roger Daltrey como celebración de los cincuenta años del grupo The Who. En ese entonces el paquete fue de un VHS y un CD. En 1998 salió a la venta un DVD del mismo show. Jody También tocó en un concierto de tributo a la Princesa Diana en la casa banda/orquesta.

## Filmografía
Jody Linscott ha aparecido en numerosos videos y/o conciertos, incluyendo:
- All the Best Cowboys Have Chinesse Eyes (1982) (Todos los mejores vaqueros tienes ojos chinos)
- Give My Regards to Broad Street (1984)
- David Gilmour: Live At Hammersmith Odeon (1984)
- Stan by Me: AIDS Day Benefit (1987)
- The Who live at Giant Stadium (1989) (The Who en vivo desde el estadio gigante)
- Mastercard Masters of Music Concert for the Prince's Trust (1996)
- Mike Oldfield: Tubular Bells III Live at Horse Guards Parade London (1998); The Millenium Bell Live in Berlin (1999)
- Pete Townshend: VH1 Storytellers (2000)
- Pete Townshend: Music from Lifehouse (2000)
- Dido live at The Brixton Academy of Music (2005)
- The Who: Tommy and Quadrophenia - En vivo (2005)

En los conciertos de Dido, a Jody le tocaba ser la baterista cuando Alex Alexander se dedicaba al Djembe en la canción Honestly Ok
- Datos: Q3506404